# Мехур убица 2: Чувај се!
Мехур убица 2: Чувај се! (енгл. Beware! The Blob), познат и под нсловом Син Мехура убице (енгл. Son of Blob) амерички је научнофантастични хорор филм из 1972. године, редитеља Ларија Хагмана, са Робертом Вокером, Гвин Гилфорд и Ричардом Сталом у главним улогама. Представља наставак филма Мехур убица из 1958. године и радња је смештена 15 година након краја претходног дела. Сценарио су написали Ентони Харис и Џек Вуд по причи Ричарда Клера и Џека Хариса, који је био продуцент првог дела.
Филм је имао биоскопску премијеру у јуну 1972, а телевизијску 1974. Није успео да понови успех свог претходника и добио је негативне оцене критичара. На филму је радио и реномирани кинематограф Дин Канди, који се касније прославио по филмовима Ноћ вештица (1978), Створ (1982), Повратак у будућност (1985) и Парк из доба јуре (1993).
Године 1988. снимљен је трећи филм у серијалу, који је уједно и римејк оригиналног филма.

## Радња
Петнаест година након догађаја из претходног дела, група научника доноси узорак оригиналног чудовишта са Северног пола у предграђе Лос Анђелеса. Када се отопи, Мехур почиње да расте и прождире сваког ко му се нађе на путу...

## Улоге
| Глумац          | Улога                      |
| --------------- | -------------------------- |
| Роберт Вокер    | Боби Хартфорд              |
| Гвин Гилфорд    | Лиса Кларк                 |
| Ричард Стал     | Едвард Фазио               |
| Ричард Веб      | шериф Џоунс                |
| Марлен Кларк    | Маријана Харгис            |
| Герит Грејам    | Џо                         |
| Џеј Џеј Џонстон | заменик шерифа Кели Дејвис |
| Дик ван Пејтен  | главни извиђач Адлман      |
| Тајгер Џо Марш  | „голи Турчин”              |
| Фред Смут       | Мајк Пинсетер              |
| Ренди Стоунхил  | гитариста Ренди            |
| Синди Вилијамс  | Хипи                       |
| Престон Хагман  | извиђач Престон            |
| Годфри Кембриџ  | Честер Харгис              |
| Лари Хагман     | Хобо                       |
| Керол Линли     | Лесли                      |
| Сид Хејг        | заменик шерифа Тед Симс    |